# Mario Radice
Mario Radice (Como, 1º agosto 1898 – Como, 25 luglio 1987) è stato un pittore italiano, considerato uno dei capiscuola dell'astrattismo.

## Biografia
Mario Radice nasce a Como il 1 agosto 1898. Dal 1913 al 1918 segue le lezioni private, o presso scuole serali, del pittore Achille Zambelli e dello scultore Pietro Clerici. Dopo aver acquisito un diploma in ragioneria, presta il servizio militare negli anni 1918 - 1920 tra l'Italia, la Polonia, l'Albania, Vienna e Parigi. Partecipando come ufficiale d'artiglieria alla missione militare italiana a Vienna, ha modo di venire a contatto con gli ambienti artistici dell'avanguardia europea del primo dopoguerra.
Dopo il congedo intraprende gli studi universitari di veterinaria a Camerino, nelle Marche, abbandonandoli nel 1922 ed impiegandosi poi come operaio in una cartiera. I turni di lavoro gli permettono di continuare a dipingere ma anche di studiare a fondo i macchinari e le tecniche di produzione della carta e della pergamena. Ciò gli consente di arrivare a progettare e brevettare una macchina per il riciclaggio dell'acido solforico che riesce poi ad esportare in una cartiera di Buenos Aires, la fabbrica di Zarate della Papelera Argentina. Il notevole capitale che riesce ad accantonare in Argentina grazie al brevetto va però completamente perso con gli eventi legati alla caduta della Borsa di Wall Street del 1929.
Nella seconda metà degli anni venti, attratto dai problemi dell'architettura razionalista, fu tra i primi artisti italiani a liberarsi degli schemi del Novecento per partecipare ai primi fermenti della pittura astrattista in Italia, lavorando a contatto dei maggiori architetti razionalisti (Terragni, Lingeri, Sartoris e Cattaneo). Nel 1927 espone per la prima volta a Como alla mostra di pittura organizzata in occasione della grande esposizione commemorativa della morte di Alessandro Volta.
Dal 1930, rientrato dal sud America in Italia in non facili condizioni economiche, decide di dedicarsi unicamente alla pittura: iniziano gli anni dei sempre più frequenti rapporti e delle collaborazioni artistiche con gli architetti razionalisti Luciano Baldessari, Pietro Lingeri, Piero Bottoni, Luigi Figini e Gino Pollini coi quali formerà nel 1932, la rivista Quadrante; nel 1934 partecipa alla prima mostra di pittura alla Galleria Il Milione a Milano, la prima di una serie di mostre personali.
Tra il 1933 e il 1936 partecipa alla V Triennale internazionale di Milano (1935), esegue le decorazioni (affreschi e bassorilievi) della Casa del Fascio di Como (o Casa del Popolo) progettata dal Giuseppe Terragni; l'importanza degli affreschi della Casa del Fascio di Como è rilevante per la storia dell'arte del Novecento in quanto primo esempio Italiano di arte astratta ambientata in un edificio pubblico.
Stringe amicizia con Filippo Tommaso Marinetti e con il giovane architetto Cesare Cattaneo, con quest'ultimo, su incarico di Attilio Terragni, podestà di Como, realizza il Fontana di Camerlata, monumento a cerchi posto all'ingresso di Como, originariamente costruita nel 1936 nel Parco Sempione di Milano collocata nei pressi dell'Arco di trionfo, successivamente distrutta dai bombardamenti della seconda guerra mondiale e ricostruita a Como nel 1960. Col 1936 si è ormai completata la svolta astrattista dell'arte di Mario Radice: promuove a Como (presso Villa Olmo) un'importante mostra di arte moderna, curando particolarmente la sezione delle opere astratte esposte da Fontana, Licini, Prampolini, Rho, Soldati ed altri. Nel 1938 partecipa alla fondazione del gruppo e dell'omonima rivista "Valori primordiali" (a Milano e a Roma).
Tra il 1939 e il 1943 lavora alacremente a indagini e progetti per chiese moderne e funzionali, ma l'imponente progetto si interrompe per la morte del Cattaneo. Negli anni quaranta è ospite quasi fisso alla Biennale internazionale di Venezia e collabora alla fondazione del M.A.C. (Movimento Arte Concreta). Nel frattempo si cimenta anche nell'attività di critico d'arte per alcuni quotidiani e tiene lezioni private di disegno.
Dal 1951 inizia una fitta partecipazione alla Triennale di Milano, con l'allestimento di una mostra commemorativa dedicata a Giuseppe Terragni, Carlo Giolli, Edoardo Persico e Giuseppe Pagano. Dal 1955 entra a far parte del Centro studi della stessa Triennale di Milano, mentre la sua fama comincia a crescere fino alla svolta del 1958, quando gli viene accordato l'allestimento di una sala personale alla XXIX Biennale di Venezia e ottiene il Premio Einaudi.
Negli anni sessanta e settanta tiene numerosissime mostre presso le più importanti gallerie d'arte italiane, realizza bassorilievi, affreschi e vetrate per numerose chiese, partecipa ad altrettanto numerose esposizioni d'arte italiana all'estero e tiene diversi interventi e cicli di lezioni presso convegni, circoli culturali e accademie, oltre che curare e promuovere mostre di giovani artisti lombardi e non solo. Nel 1967 partecipò alla Mostra d'Arte Moderna di Palazzo Strozzi a Firenze, nel 1971, partecipò in Germania alla mostra «Quattro astrattisti comaschi» tenutasi al Deutsches Feuerwehr Museum di Fulda.
All'attività artistica affianca quella di membro del Centro italiano di difesa sociale di Milano, del Lions Club di Como e della Fondazione Durini di Milano. Continua inoltre la sua attività di critico d'arte presso il quotidiano comasco La Provincia fino all'anno precedente la sua morte, avvenuta a Como il 25 luglio 1987.
Riposa al Cimitero monumentale di Como.

## Mostre e riconoscimenti
Partecipò alla Biennale di Venezia anche negli anni 1940, 1942, 1948, 1950, 1952, 1956 (dove ebbe una sala personale) ed alla Quadriennale di Roma negli anni 1943, 1947, 1955 e 1960.
Una sua importante mostra personale si tenne alla Villa Malpensata di Lugano nel 1982, curata da Andrea Murnik.
In tempi più recenti, nel quadro di una generale rivalutazione del razionalismo italiano e dell'importanza dell'astrattismo storico italiano quale precursore del moderno design italiano opere di Mario Radice sono state esposte in mostre importanti quali nel 2015 "Dolce Vita? Dal liberty al design Italiano" al Museo d'Orsay di Parigi (dove è stata esposta la "Composizione CFA", unica prova ad affresco superstite della grande composizione murale della sala del direttorio della Casa del Fascio oppure "Abstraction in Italy" alla galleria Sperone Westwater di New York.
Il museo d'arte moderna e contemporanea di Trento e Rovereto ha dedicato nel 2014 a Radice una grande mostra personale.

## Stile
L'astrattismo della pittura di Radice è costruito secondo una ben precisa geometria impostata su nuovi rapporti tra colore e dinamismo plastico, attraverso la mediazione spazio-luministica che determina nuovi ritmi e vibrazioni di lirica suggestione.
Gli viene riconosciuto un talento notevole nell'accostare forme geometriche in maniera serena ed armonica,  e ne segnano l'originalità rispetto ai coevi astrattisti dell'Europa settentrionale e orientale, quali Laszlo Moholy-Nagy, Kazimir Malevic e Piet Mondrian.
Il critico di riferimento di Mario Radice nonché curatore del catalogo generale delle sue opere è il Prof. Luciano Caramel.

## Archivio
I documenti dell'archivio personale di Mario Radice erano originariamente conservati presso il suo studio comasco di via Crispi e successivamente presso i suoi famigliari. Con la donazione effettuata dagli eredi al Comune di Como le carte del Maestro sono state depositate presso i Musei civici per essere sottoposte ad ordinamento ed inventariazione informatizzata. Alla documentazione propria dell'attività artistica del Maestro è risultata frammista una notevole quantità di documenti relativi alla sua vita privata, alle attività da lui svolte nell'ambito di associazioni di volontariato, alle attività di lavoro precedenti a quella artistica.  La documentazione relativa all'attività artistica di Radice è risultata costituita da atti inerenti alla progettazione e alla realizzazione di opere pittoriche e grafiche, da relazioni e da studi legati al suo lavoro di critico d'arte presso diversi quotidiani d'informazione, e da documenti attestanti altre attività culturali e di impegno civile spesso complementari alla vita artistica. Nell'archivio sono inoltre conservati documenti prodotti anche dopo la morte del Maestro, in particolare generati da studiosi in occasione delle ricerche sulla sua vita e sulla sua opera artistica, che hanno portato alla pubblicazione del catalogo generale delle opere. Il materiale contenuto nei fascicoli e nei faldoni comprende anche fotografie (negativi e positivi in bianco e nero e a colori), cassette video e audio, medaglie.

## Mario Radice nei musei
- Centro d'arte moderna e contemporanea CAMeC di La Spezia
- Chiesa di Santa Maria Assunta di Carbonate, in provincia di Como
- Galleria d'arte moderna e contemporanea di Bergamo
- Galleria civica d'arte moderna e contemporanea di Torino
- Museo del Novecento di Milano
- Museo d'arte moderna e contemporanea di Trento e Rovereto
- Pinacoteca di palazzo Volpi di Como
- Museo arte Gallarate di Gallarate
- Museo Novecento di Firenze
- Galleria nazionale d'arte moderna e contemporanea